# Ngày Thế giới Tưởng niệm Nạn nhân Giao thông đường bộ
Ngày Thế giới Tưởng niệm Nạn nhân Giao thông đường bộ diễn ra vào ngày Chủ Nhật thứ ba của tháng 11 hàng năm. Đây là một ngày hành động quốc tế do Liên Hợp Quốc ban hành trong nghị quyết A/RES/60/5.

## Lịch sử
Năm 1993, Tổ chức Hoà bình Đường bộ (Road Peace) đã khởi xướng "Ngày Thế giới tưởng nhớ các nạn nhân tai nạn giao thông đường bộ".
Ngày 27/10/2005, Đại hội đồng Liên Hợp Quốc đã chính thức công nhận và chọn ngày Chủ nhật tuần thứ ba của tháng 11 hàng năm là Ngày Thế giới Tưởng niệm Nạn nhân Giao thông đường bộ (hay còn gọi là Ngày thế giới tưởng niệm các nạn nhân tử vong vì tai nạn giao thông) trên toàn cầu. Ngày kỷ niệm này đã trở thành một công cụ quan trọng trong nỗ lực chung toàn cầu để cải thiện an toàn giao thông. Đây cũng là cơ hội nhằm thu hút sự chú ý của cả cộng đồng đến những tổn thất to lớn về tinh thần và kinh tế do tai nạn giao thông gây ra, tưởng nhớ các nạn nhân của tai nạn giao thông và vinh danh các dịch vụ cứu hộ và hỗ trợ.

## Tại Việt Nam
Tại Việt Nam, lần đầu tiên Ủy ban An toàn Giao thông Quốc gia phát động kế hoạch hưởng ứng ngày này vào ngày 19/11/2012 và đến năm 2013 thì được tổ chức thường niên trong phạm vi cả nước nhằm cảnh báo xã hội về thảm họa tai nạn giao thông, đồng thời nâng cao nhận thức, ý thức trách nhiệm của tổ chức, cá nhân trong việc chấp hành pháp luật về trật tự an toàn giao thông, phòng tránh tai nạn giao thông cũng như cầu siêu cho những người đã mất.
Năm 2017, Ủy ban An toàn giao thông Quốc gia phối hợp với UBND tỉnh Gia Lai tổ chức "Lễ tưởng niệm các nạn nhân tử vong do tai nạn giao thông năm 2017" vào ngày 19 tháng 11 năm 2017 tại thành phố Pleiku và trực tiếp truyền hình trên đài VTV1 và đài PTTH Gia Lai. Trong Thông điệp hưởng ứng có viết: "Trong 10 tháng đầu năm 2017, tại Việt Nam đã có 6.827 người chết và 11.785 người bị thương tật suốt đời do tai nạn giao thông, trong đó nguyên nhân chủ yếu là do hành vi tham gia giao thông không an toàn như lái xe sai phần đường, làn đường, quá tốc độ, chuyển hướng không quan sát, vi phạm nồng độ cồn...thậm chí có những người lái xe vi phạm mang đến cái chết oan uổng, bất ngờ xảy đến cho cả những cụ già, trẻ nhỏ còn đang say giấc ngủ trong chính ngôi nhà mình. Đây thực sự là thảm họa cho dân tộc, thiệt hại về tính mạng và sức khoẻ con người rất to lớn và không thể bù đắp được, đe doạ đến sự sinh tồn và phát triển của giống nòi".